# Мориути, Такахиро
Такахиро Мориути  (яп. 森内 貴寛 Moriuchi Takahiro, род. 17 апреля 1988, Токио, Япония) — японский музыкант, также известный как Така, вокалист японской рок-группы ONE OK ROCK. В настоящее время Така является основным композитором и автором песен в группе. В 2017 году журнал Kerrang! присудил ему 27-е место в своём рейтинге «50 величайших рок-звёзд мира». Журнал Rock Sound также удостоил его звания одной из «50 самых влиятельных фигур в роке».
До ONE OK ROCK был участником бой-бэнда NEWS с 2003 года до тех пор, пока не покинул группу и агентство. Выступает на английском и японском языках.

## Личная жизнь
Така родился 17 апреля 1988 года, старший сын известных японских исполнителей Масако Мори и Синъити Мори. У него есть два младших брата: Томохиро Мориути, который работает на TV Tokyo, и Хироки Мориути, который является вокалистом группы My First Story.
Он учился в начальной школе Кейо и окончил её в марте 2001 года. Затем он начал посещать среднюю школу Кейо с апреля 2001 и продолжил своё обучение в одноименной старшей школе в 2004. Бросает учебу во время своего первого года в старшей школе (март 2005), чтобы посвятить всё своё время музыкальной карьере. Через месяц его родители разводятся.
В 2005 году он меняет свою фамилию с Мориути (森内) на Морита (森田) из-за развода родителей. Однако в номере журнала Rockin'On Japan за июнь 2012 года он заявил в интервью, что его настоящее имя Такахиро Мориути. В 2013 году он снова появляется под фамилией Мориути на общей фотографии с остальными участниками группы, где они держат в руках таблички с написанием их настоящих имён. Фотография была сделана фотографом Руи Хасимото.

## Карьера

### 2002—2004: Начало карьеры и прочие музыкальные проекты
Така подписал контракт с агентством Johnny's Entertainment в 2002 году и присоединился к бой-бэнду NEWS в 2003-м. В 2004-м он покидает группу, аргументируя это тем, что хочет сосредоточиться на учёбе. Непродолжительное время он был участником группы Chivalry of Music в 2004 году.

### 2005—Настоящее время: ONE OK ROCK
Така получил приглашение присоединиться к группе One Ok Rock в 2005 году от гитариста Тору Ямасита. Группа выпустила свой первый самостоятельный CD в 2006 году под руководством агентства Amuse, Inc., с которым они дебютировали.

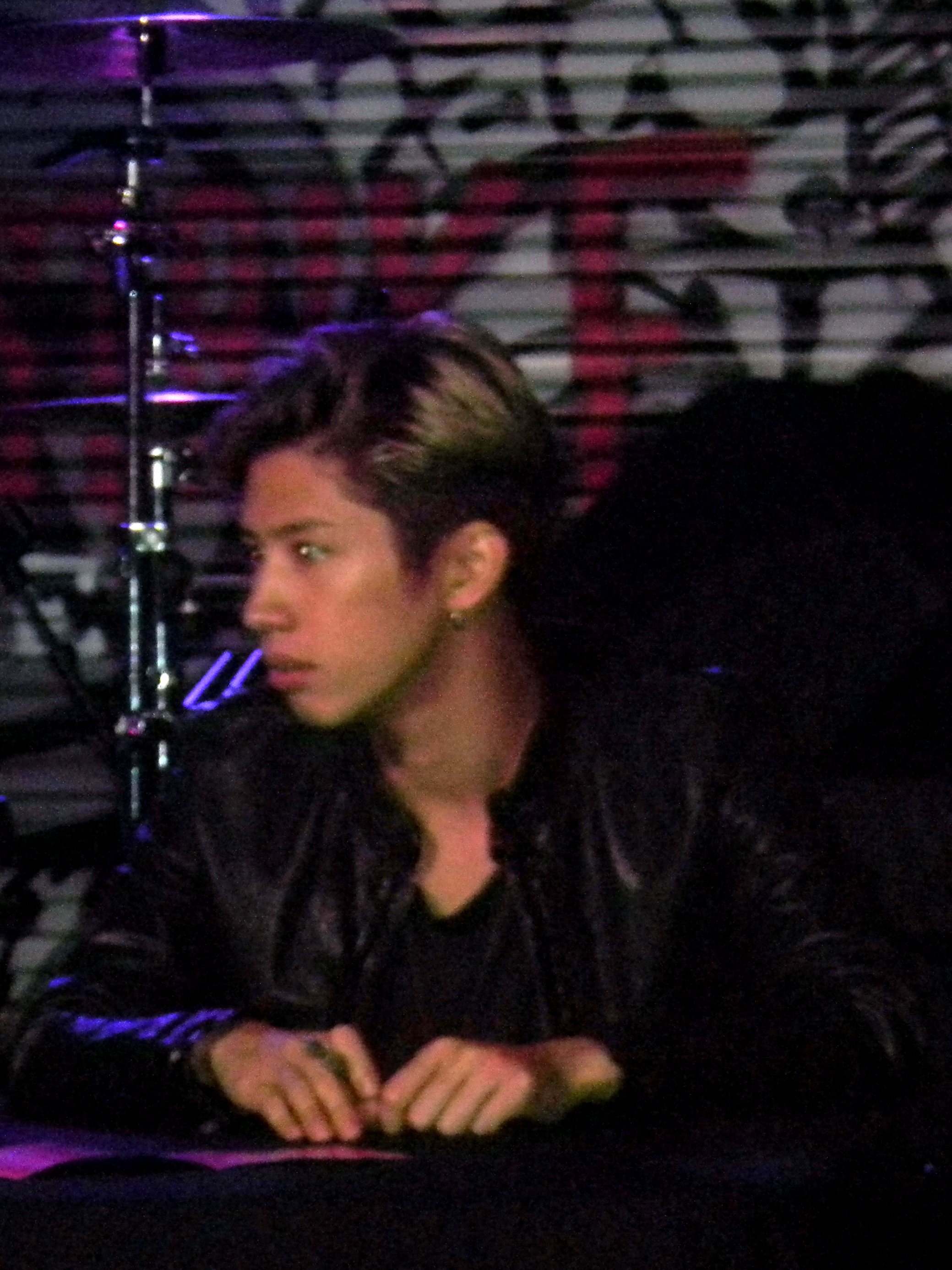
Така во время автограф-сессии в Lucky Strike Live, 22 октября 2015.

Группа умеренно хорошо справлялась с продажами своих дисков до тех пор, пока на них не свалился успех в августе 2012 после выпуска песни «The Beginning», которая стала саундтреком для лайв-экшен адаптации манги и аниме Бродяга Кэнсин. Билеты на концерты группы были очень быстро распроданы, постоянно вносились изменения в даты тура по Японии, добавлялись новые площадки. У ONE OK ROCK также проходили туры за рубежом: в других странах Азии, США и Европе.
В марте 2013 года группа Simple Plan анонсировала новую версию своей песни «Summer Paradise» при участии Таки для выпуска исключительно на территории Японии. Позднее они выступят вместе на музыкальном фестивале Punkspring 2013 в Токио.
В ноябре 2013 года Така принимал участие в исполнении одной из песен группы Pay Money to My Pain для их трибьют-альбома «Gene» после смерти их вокалиста «K» (Кей Гото) от острой сердечной недостаточности.
Летом 2014 года новые песни ONE OK ROCK «Mighty Long Fall» и «Heartache» были анонсированы в качестве саундтреков для продолжения лайв-экшена Бродяга Кэнсин: Великий киотский пожар и Бродяга Кэнсин: Последняя легенда соответственно.
В феврале 2015 года Така принимал участие в записи трека «Dreaming Alone» группы Against the Current в качестве приглашённого вокалиста.
В июле 2015 года ONE OK ROCK подписывают контракт с американским лейблом «Warner Bros. Records» и выпускают англо-язычную версию своего альбома «35xxxv».
11 сентября 2016 года ONE OK ROCK подписывают контракт с лейблом Fueled by Ramen. Их 8-й альбом Ambitions выходит 11 января 2017 года в японской версии под японским лейблом A-Sketch и 13 января 2017 года в англоязычной версии под Американским лейблом Fueled by Ramen.
В июле 2017 года Така принимает участие в записи трека «Don’t Let Me Go» с альбома The Knife группы Goldfinger в качестве приглашенного вокалиста. 27 октября 2017 года он появился на встрече Linkin Park and Friends — Celebrate Life in Honor of Chester Bennington, исполнив песню «Somewhere I Belong» с оставшимися участниками группы Linkin Park. 12 мая 2018 года он принял участие в шоу совокалиста Linkin Park Майка Шиноды на фестивале «Identity» в Лос-Анджелесе, исполнив мэш-ап на песни «Waiting for the End / Where’d You Go».

## Влияние
Самое большое влияние на его творчество оказали группы Linkin Park, Good Charlotte, Korn, Sum 41, Green Day и Simple Plan. Он также называет Честера Беннингтона из Linkin Park и Келлина Куинна из Sleeping with Sirens своими вдохновителями в моменты изменения стиля с поп-музыки на рок-музыку.

## Оборудование
Во время акустического исполнения некоторых песен использует гитару Taylor | 312ce.

## Дискография

### Сотрудничество
| Год  | Название            | Альбом                                                  | Артист                 | Примечание |
| ---- | ------------------- | ------------------------------------------------------- | ---------------------- | --- |
| 2011 | «Let Life Be»       | ALLY & DIAZ                                             | ALLY & DIAZ            | При участии Таки (ONE OK ROCK) & サイプレス上野 (Cypress Ueno). |
| 2013 | «Summer Paradise»   | Get Your Heart On! (Издание посвященное японскому туру) | Simple Plan            | При участии Таки (ONE OK ROCK). |
| 2013 | «Voice»             | gene                                                    | Pay Money to My Pain   | P.T.P при участии Таки из ONE OK ROCK. Трибьют Кею Гото (также известному как «K»), вокалисту группы Pay Money To My Pain, который скончался утром 30 декабря 2012 из-за острой сердечной недостаточности. |
| 2014 | «Bottle Rocket»     | First Words                                             | GROWN KIDS             | При участии Таки (ONE OK ROCK) & Megan Joy. |
| 2015 | «Dreaming Alone»    | GRAVITY                                                 | Against the Current    | При участии Таки (ONE OK ROCK). |
| 2015 | «Primavera»         | 5…..GO                                                  | F.T. Island            | Така — сокомпозитор обеих песен. |
| 2015 | «My Birthday»       | 5…..GO                                                  | F.T. Island            | Така — сокомпозитор обеих песен. |
| 2016 | «By My Side»        | バイ・マイ・サイ (By My Side)                           | Yojiro Noda (RADWIMPS) | При участии Таки (ONE OK ROCK). Благотворительный сингл посвященный землетрясению в префектуре Кумамото в 2016 году.                                                                                       |
| 2016 | «insane dream»      | daydream                                                | Aimer                  | Така — продюсер, соавтор и композитор. Он поёт припев. |
| 2016 | «Higher Ground»     | daydream                                                | Aimer                  | Така — композитор. |
| 2016 | «closer»            | daydream                                                | Aimer                  | Така — продюсер, соавтор и композитор. |
| 2016 | «Falling Alone»     | daydream                                                | Aimer                  | Така — продюсер, соавтор и композитор. |
| 2016 | «Stars in the rain» | daydream                                                | Aimer                  | Така — композитор. |
| 2016 | «War»               | 13 Voices (Японское издание)                            | Sum 41                 | При участии Таки (ONE OK ROCK). |
| 2017 | «Yung & Dum»        | Headspace (Японское издание)                            | Issues                 | При участии Таки (ONE OK ROCK). |
| 2017 | «Don’t Let Me Go»   | The Knife                                               | Goldfinger             | При участии Таки (ONE OK ROCK). |
| 2018 | «Ikijibiki»         | Anti Anti Generation                                    | RADWIMPS               | При участии Таки (ONE OK ROCK). |
| 2019 | «I Want a Billion»  | Без названия                                            | Kohh                   | При участии Таки (ONE OK ROCK). |